# 1954年11月1日體育場
1954年11月1日體育場（阿拉伯語：ملعب أول نوفمبر 1954）是一座位於阿爾及利亞提濟烏祖的綜合體育場。主要使用於舉行足球賽事，卡比利青年體育會的主場。體育場可容納20,000人。
本體育場以民族解放陣線成立的日期來做命名，該政黨讓阿爾及利亞從法國獨立。

## 外部連結
- Stadium file - goalzz.com （页面存档备份，存于）

36°42′25″N 4°03′22″E / 36.70694°N 4.05611°E